# Cula Naga
Cula Naga (Chulanagra o Khujjanaga) fou rei d'Anuradhapura (Sri Lanka) del 193 al 195 succeint al seu pare Kanittha Tissa.
El seu regnat només va durar dos anys, sent llavors assassinat pel seu germà petit Kudanaga que el va succeir.